# 伊春市
伊春市（いしゅん-し）は中華人民共和国黒竜江省に位置する地級市。市区人口は80万人。漢民族が主で、満洲族、朝鮮族、回族、オロチョン族などの少数民族が居住する。

## 地理
伊春市は黒竜江省東北部に位置し、東は蘿北県、鶴崗市、湯原県と、南は依蘭県、通河県と、西は慶安県、綏棱県と、北は遜克県、嘉蔭県及び黒竜江へ隔ててロシアと国境を接する。

## 歴史
市名は湯旺河支流の伊春河に由来する。伊春とはモンゴル語で「九」を意味する。
清代はチチハル（斉斉哈爾）副都統及びフラン（呼蘭）副都統の管轄地とされていた。清末民初には湯原県の管轄となっていたが原生林が広がる地域であり、本格的な開発が行われたのは満州国成立後である。1941年11月。綏佳線が建設されると1942年7月に湯林線の南岔-伊春区間が建設され、1945年に湯原県公署は伊春地区に伊春街を設置した。
満州国崩壊後は1946年に湯原県南岔区の管轄とされたが、1949年10月に伊春鎮が設置され、翌年には伊春森林鉱業管理局が設置され中国国内の林業需要へ対応した行政組織が組織された。1952年9月29日、人口7.5万人伊春県が設置され松江省（1954年以降は黒竜江省）の管轄とされた。林業と工業を中心にした都市建設の結果人口が増加、1957年7月26日には伊春県へ昇格、更に1958年に地級市に昇格し現在に至る。

### 気候
市内は低山丘陵地帯となっており小興安嶺山脈が東南へ向かって延びている。温帯大陸性モンスーン気候に属し、年間降水量は630mm、年平均気温は1.0℃，1月の平均気温は－22.5℃，7月の平均気温は21.0℃。
| 伊春(1956-2007)の気候          | 伊春(1956-2007)の気候 | 伊春(1956-2007)の気候 | 伊春(1956-2007)の気候 | 伊春(1956-2007)の気候 | 伊春(1956-2007)の気候 | 伊春(1956-2007)の気候 | 伊春(1956-2007)の気候 | 伊春(1956-2007)の気候 | 伊春(1956-2007)の気候 | 伊春(1956-2007)の気候 | 伊春(1956-2007)の気候 | 伊春(1956-2007)の気候 | 伊春(1956-2007)の気候 |
| 月                             | 1月                   | 2月                   | 3月                   | 4月                   | 5月                   | 6月                   | 7月                   | 8月                   | 9月                   | 10月                  | 11月                  | 12月                  | 年                    |
| ------------------------------ | --------------------- | --------------------- | --------------------- | --------------------- | --------------------- | --------------------- | --------------------- | --------------------- | --------------------- | --------------------- | --------------------- | --------------------- | --------------------- |
| 平均最高気温 °C （°F）         | −14.5 (5.9)           | −8.2 (17.2)           | 0.5 (32.9)            | 11.2 (52.2)           | 19.3 (66.7)           | 24.4 (75.9)           | 26.8 (80.2)           | 24.9 (76.8)           | 19.2 (66.6)           | 10.1 (50.2)           | −2.5 (27.5)           | −12.8 (9)             | 8.2 (46.8)            |
| 平均最低気温 °C （°F）         | −29.3 (−20.7)         | −25.2 (−13.4)         | −14.7 (5.5)           | −2.4 (27.7)           | 4.2 (39.6)            | 10.8 (51.4)           | 15.2 (59.4)           | 13.5 (56.3)           | 6.0 (42.8)            | −2.9 (26.8)           | −15.1 (4.8)           | −25.5 (−13.9)         | −5.5 (22.1)           |
| 降水量 mm （inch）             | 5.4 (0.213)           | 5.3 (0.209)           | 10.9 (0.429)          | 24.8 (0.976)          | 50.6 (1.992)          | 96.1 (3.783)          | 162.1 (6.382)         | 145.7 (5.736)         | 75.1 (2.957)          | 32.5 (1.28)           | 11.6 (0.457)          | 8.3 (0.327)           | 628.4 (24.74)         |
| 出典：中央气象台 2010年1月29日 |                       |                       |                       |                       |                       |                       |                       |                       |                       |                       |                       |                       |                       |

## 行政区画
4市轄区・1県級市・5県を管轄する。
- 市轄区：
  - 伊美区・烏翠区・友好区・金林区
- 県級市：
  - 鉄力市
- 県：
  - 嘉蔭県・湯旺県・豊林県・大箐山県・南岔県

| 伊春市の地図                                                            |
| ----------------------------------------------------------------------- |
| 伊美区 烏翠区 友好区 金林区 嘉蔭県 湯旺県 豊林県 大箐山県 南岔県 鉄力市 |

### 年表
この節の出典

#### 伊春市(第1次)
- 1957年7月26日 - 伊春県が地級市の伊春市に昇格。(1市)
- 1957年11月20日 - 南岔区・帯嶺区・翠巒区・美渓区・浩良河区・双子河区・伊新区・五営区が発足。(8区)
- 1958年8月27日 - 伊春市が松花江専区に編入。

#### 伊春市(第2次)
- 1964年1月15日 - 松花江専区伊春市が地級市の伊春市に昇格。南岔区・帯嶺区・翠巒区・美渓区・浩良河区・双子河区・伊新区・五営区・新青区・大豊区を設置。(10区)
- 1964年6月23日 - 伊春市が特区に移行し、伊春特区となる。

#### 伊春特区
- 1964年12月21日 (15区)
  - 新青区の一部が分立し、紅星区・東風区が発足。
  - 双子河区の一部が分立し、上甘嶺区・友好区が発足。
  - 伊新区の一部が分立し、烏敏河区が発足。
- 1965年4月5日 - 伊新区が分割され、伊東区・伊春鎮が発足。(15区1鎮)
- 1966年4月5日 - 伊東区が烏敏河区に編入。(14区1鎮)
- 1967年10月 - 伊春特区が地級市の伊春市に昇格。

#### 伊春市(第3次)
- 1967年10月28日 (16区)
  - 東風区の一部が分立し、烏伊嶺区が発足。
  - 伊春鎮が区制施行し、伊春区となる。
- 1969年10月13日 (15区)
  - 浩良河区が南岔区に編入。
  - 双子河区が友好区に編入。
  - 美渓区の一部が分立し、西林区が発足。
- 1970年4月1日 - 伊春市が伊春地区に編入。

#### 伊春地区
- 1970年4月1日 - 伊春市、黒河地区嘉蔭県、綏化地区鉄力県を編入。伊春地区が成立。伊春市が県級市に降格。(1市2県)
- 1979年12月14日 
  - 伊春市が地級市の伊春市に昇格。
  - 嘉蔭県・鉄力県が伊春市に編入。

#### 伊春市(第4次)
- 1979年12月14日 - 伊春地区伊春市が地級市の伊春市に昇格。南岔区・帯嶺区・翠巒区・美渓区・五営区・新青区・大豊区・紅星区・東風区・上甘嶺区・友好区・烏敏河区・烏伊嶺区・伊春区・西林区が成立。(15区2県)
  - 伊春地区嘉蔭県・鉄力県を編入。
- 1983年12月24日 (15区2県)
  - 烏敏河区が烏馬河区に改称。
  - 東風区が湯旺河区に改称。
  - 大豊区が金山屯区に改称。
- 1988年9月13日 - 鉄力県が市制施行し、鉄力市となる。(15区1市1県)
- 2019年6月29日 (4区1市5県)
  - 湯旺河区・烏伊嶺区が合併し、湯旺県が発足。
  - 新青区・紅星区・五営区が合併し、豊林県が発足。
  - 帯嶺区および鉄力市の一部が合併し、大箐山県が発足。
  - 南岔区が県制施行し、南岔県となる。
  - 伊春区・美渓区および烏馬河区の一部が合併し、伊美区が発足。
  - 翠巒区および烏馬河区の残部が合併し、烏翠区が発足。
  - 友好区・上甘嶺区が合併し、友好区が発足。
  - 西林区・金山屯区が合併し、金林区が発足。

## 経済
中国重点林区の一つで、祖国林都または紅松（チョウセンゴヨウ）の郷と称されていた。森林総蓄積領は2.45億m2。
木の種類は主にチョウセンゴヨウ、カラマツ、トウヒ、ギンドロ、カバノキ、マンシュウグルミ、ヤチダモ。材木の年生産量は全国の1/10を占める。

## 産物
- 金、銀、銅、鉄、錫、鉛、石炭などの鉱産資源がある。
- 漢方薬の材料と野生動物が豊富である。朝鮮人参、エゾウコギ、マツの実、キクラゲ、キノコ、ヤマブシタケ、エゾライチョウ、クロテンを産する。

## 交通
綏佳線、南烏線が運行され、ハルビン市から伊春までの幹線道路の終点にあたる。2009年には伊春林都空港が開港し北京や上海と結ばれるようになった。

### 航空
- 伊春林都空港

### 鉄道
- 中国鉄路総公司
  - 中国鉄路ハルビン局集団公司
    - 綏佳線
    - 南烏線（中国語版）

### 道路
- 高速道路
  -  鶴哈高速道路
  -  伊斉高速道路
- 国道
  -  G222国道（中国語版）
  -  G332国道（中国語版）

## 健康・医療・衛生
- 伊春林業中心医院、烏翠人民医院、伊春市婦幼保健院、烏馬河人民医院、金林区人民医院、金林区中医医院、友好区人民医院
- 友好区人民政府防疫站、鉄力市中医院、鉄力市第二中医院、嘉蔭県人民医院、伊春市嘉蔭県中医院、湯旺県第一医院、豊林県人民医院
- 大箐山県人民医院、南岔中医院、南岔県衛生防疫站

## 名所・旧跡・観光スポット
- 豊林国家自然保護区
- 涼水自然保護区

## 姉妹都市
- バート・ヴィルドゥンゲン、ヴァルデック＝フランケンベルク郡、ヘッセン州（カッセル行政管区）、ドイツ
- ビロビジャン、ユダヤ自治州、極東連邦管区、ロシア
- アズガ（英語版）、プラホヴァ県、ムンテニア、ルーマニア
- カムローズ（英語版）、アルバータ州、カナダ
- ケミヤルヴィ、ラッピ県、フィンランド